# 走鵑
走鵑，英文名稱「road runner」字意為在路上賽跑者。亦稱灌叢雞（chaparralcock），是鵑形目杜鵑科的地棲性鳥類。是北美最大的杜鹃鸟。

## 特徵
走鵑為兩種地棲杜鵑的統稱，尤指美國西南部和墨西哥荒漠區的加州走鵑(Geococcyx californianus)。體長約56公分(22吋)。體羽為橄欖褐色和白色相間帶有條紋。冠羽短而蓬鬆。眼後皮膚裸露，為藍紅相間的顏色。腿粗壯，為淺藍色。尾羽較長，凸形，向上翹。另一種小走鵑(G.velox)體型稍小，長46公分(18吋)；羽毛稍呈淡黃色，條紋較少。

## 習性
走鵑不擅長飛行，飛行笨拙且易疲乏。通常喜好沿著道路奔跑或串列於灌木蒿和牧豆樹的灌叢中，捕食昆蟲、蜥蜴、蛙、鼠、和蛇。捕到獵物後會用結實的喙將其啄死，然後從頭部開始吞下。走鵑奔跑速度非常快，每分鐘可以跑500多米。走鵑繁殖時築巢於仙人掌或小樹下層，巢結實，由樹枝構成。每窩產卵2∼12枚(通常3∼5枚)，卵白色。

## 棲息地
棲息於美國德州以及新墨西哥地帶的荒原。

## 相關
走鵑也是華納兄弟動畫樂一通系列中嗶嗶鳥的造型設計原型。IBM於2008年為美國能源部洛斯阿拉莫斯國家實驗室設計的超級電腦也依該實驗室所在地新墨西哥州的州鳥命名為「走鹃」。